# Hiles (condado de Forest, Wisconsin)
Hiles es un pueblo ubicado en el condado de Forest en el estado estadounidense de Wisconsin. En el Censo de 2010 tenía una población de 311 habitantes y una densidad poblacional de 0,85 personas por km².

## Geografía
Hiles se encuentra ubicado en las coordenadas 45°47′58″N 88°59′11″O / 45.79944, -88.98639. Según la Oficina del Censo de los Estados Unidos, Hiles tiene una superficie total de 365.44 km², de la cual 340.97 km² corresponden a tierra firme y (6.69%) 24.46 km² es agua.

## Demografía
Según el censo de 2010, había 311 personas residiendo en Hiles. La densidad de población era de 0,85 hab./km². De los 311 habitantes, Hiles estaba compuesto por el 96.46% blancos, el 0% eran afroamericanos, el 0.96% eran amerindios, el 0% eran asiáticos, el 0.32% eran isleños del Pacífico, el 0% eran de otras razas y el 2.25% pertenecían a dos o más razas. Del total de la población el 1.29% eran hispanos o latinos de cualquier raza.